# Liste der Gründungsmitglieder der Deutschen Filmakademie

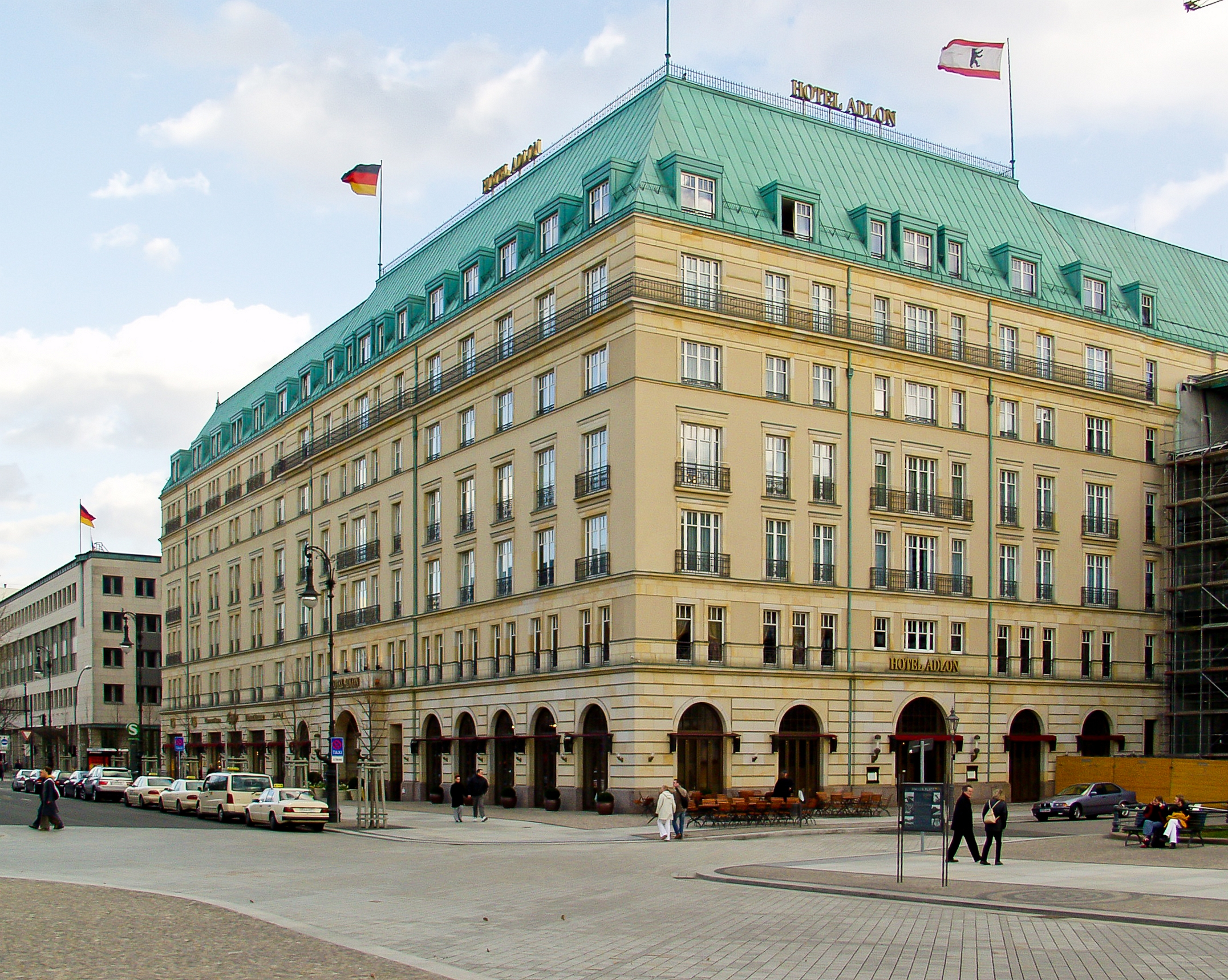
Das Hotel Adlon in Berlin, wo die Gründungsversammlung der Deutschen Filmakademie stattfand

Die Liste der Gründungsmitglieder der Deutschen Filmakademie umfasst 89 Personen. Diese haben am 8. September 2003 in Berlin an der Gründungsversammlung der Deutschen Filmakademie teilgenommen und sind namentlich als Unterzeichner der dort verabschiedeten Satzung aufgeführt. Nicht in der Liste enthalten sind Personen, die ebenfalls von Anfang an Mitglied der Deutschen Filmakademie waren, aber nicht zu den Unterzeichnern der Satzung gehören.

## Hintergrund zu den Sektionen
Zum Zeitpunkt der Gründung gab es in der Akademie neun Sektionen (Berufsgruppen), die in späteren Jahren teilweise umbenannt und ergänzt wurden. So kam 2014 Casting als neue Sektion hinzu, während Schnitt seit der Neufassung der Satzung 2015 eine eigene Sektion bildet:
| Sektionsnamen Stand 2003        | Sektionsnamen Stand 2015        |
| ------------------------------- | ------------------------------- |
| Dokumentarfilmer                | Dokumentarfilm                  |
| Drehbuchautor                   | Drehbuch                        |
| Kamera/Bildgestaltung           | Kamera/Bildgestaltung           |
| Szenenbild / Kostümbild / Maske | Szenenbild / Kostümbild / Maske |
| Musik / Schnitt / Tongestaltung | Musik / Tongestaltung           |
| Musik / Schnitt / Tongestaltung | Schnitt                         |
| Produzent                       | Produktion                      |
| Regisseur                       | Regie                           |
| Schauspieler                    | Schauspiel                      |
| Spezialeffekte / Technik        | Visual Effects                  |
|                                 | Casting                         |

## Gründungsmitglieder der Deutschen Filmakademie
Die folgende Tabelle verwendet in Spalte 4 die Sektionsaufteilung von 2003, aber die heutigen Bezeichnungen der Sektionen (z. B. Regie anstatt Regisseur), um sich besser von den in Spalte 3 aufgeführten individuellen Berufsbezeichnungen zu unterscheiden.
Es wird die Sektion genannt, der das Gründungsmitglied im ersten Bestehungsjahr der Akademie angehörte. Laut Paragraf 3.7 der Satzung kann ein Mitglied der Akademie nur einer Sektion angehören, auch wenn es in mehreren Berufsfeldern aktiv ist. Ein Wechsel in eine andere Sektion ist allerdings gestattet, so dass möglicherweise einzelne der unten aufgeführten Mitglieder inzwischen einer anderen Sektion angehören.
Unter den 89 Gründungsmitgliedern waren 68 Männern und 21 Frauen. Zwecks Darstellung dieser Disparität gibt es die sortierbare Spalte 1.
| ♀️♂️ | Name                  | Beruf                                                      | Sektion (Berufsgruppe)          |
| ---- | --------------------- | ---------------------------------------------------------- | ------------------------------- |
| Herr | Robert van Ackeren    | Filmregisseur, Kameramann, Drehbuchautor, Filmproduzent    | Regie                           |
| Herr | Peter R. Adam         | Filmeditor                                                 | Musik / Schnitt / Tongestaltung |
| Herr | Mario Adorf           | Schauspieler                                               | Schauspiel                      |
| Herr | Stefan Arndt          | Filmproduzent                                              | Produktion                      |
| Frau | Helga Ballhaus        | Schauspielerin, Szenenbildnerin                            | Szenenbild / Kostümbild / Maske |
| Herr | Michael Ballhaus      | Kameramann                                                 | Kamera/Bildgestaltung           |
| Frau | Barbara Baum          | Kostümbildnerin                                            | Szenenbild / Kostümbild / Maske |
| Frau | Meret Becker          | Schauspielerin                                             | Schauspiel                      |
| Herr | Wolfgang Becker       | Filmregisseur, Drehbuchautor                               | Regie                           |
| Frau | Senta Berger          | Schauspielerin, Filmproduzentin                            | Schauspiel                      |
| Herr | Alexander Berner      | Filmeditor                                                 | Musik / Schnitt / Tongestaltung |
| Frau | Monica Bleibtreu      | Schauspielerin                                             | Schauspiel                      |
| Herr | Moritz Bleibtreu      | Schauspieler                                               | Schauspiel                      |
| Herr | Hark Bohm             | Schauspieler, Filmregisseur, Drehbuchautor                 | Regie                           |
| Frau | Mathilde Bonnefoy     | Filmeditorin                                               | Musik / Schnitt / Tongestaltung |
| Herr | Klaus Maria Brandauer | Schauspieler, Filmregisseur                                | Schauspiel                      |
| Herr | Daniel Brühl          | Schauspieler                                               | Schauspiel                      |
| Frau | Natja Brunckhorst     | Schauspielerin, Drehbuchautorin                            | Drehbuch                        |
| Herr | Detlev W. Buck        | Filmregisseur, Schauspieler, Drehbuchautor, Filmproduzent  | Regie                           |
| Herr | Jakob Claussen        | Filmproduzent                                              | Produktion                      |
| Herr | Helmut Dietl          | Filmregisseur, Drehbuchautor, Filmproduzent                | Regie                           |
| Frau | Doris Dörrie          | Filmregisseurin, Drehbuchautorin, Schriftstellerin         | Regie                           |
| Herr | Klaus Doldinger       | Filmkomponist, Musiker                                     | Musik / Schnitt / Tongestaltung |
| Herr | Andreas Dresen        | Filmregisseur, Drehbuchautor                               | Regie                           |
| Herr | Bernd Eichinger       | Filmproduzent, Drehbuchautor, Filmregisseur                | Produktion                      |
| Frau | Hannelore Elsner      | Schauspielerin                                             | Schauspiel                      |
| Herr | Ulrich Felsberg       | Filmproduzent                                              | Produktion                      |
| Herr | Peter Fleischmann     | Filmregisseur, Drehbuchautor, Filmproduzent                | Regie                           |
| Herr | Florian Gallenberger  | Filmregisseur, Drehbuchautor                               | Regie                           |
| Herr | Dennis Gansel         | Filmregisseur, Drehbuchautor                               | Regie                           |
| Herr | Hans W. Geißendörfer  | Filmproduzent, Filmregisseur, Drehbuchautor                | Regie                           |
| Herr | Dominik Graf          | Filmregisseur, Drehbuchautor                               | Regie                           |
| Herr | Frank Griebe          | Kameramann                                                 | Kamera/Bildgestaltung           |
| Herr | Michael Gwisdek       | Schauspieler, Filmregisseur, Drehbuchautor                 | Schauspiel                      |
| Frau | Corinna Harfouch      | Schauspielerin                                             | Schauspiel                      |
| Herr | Reinhard Hauff        | Filmregisseur, Drehbuchautor                               | Regie                           |
| Herr | Oliver Hirschbiegel   | Filmregisseur                                              | Regie                           |
| Frau | Dagmar Hirtz          | Filmeditorin, Filmregisseurin                              | Musik / Schnitt / Tongestaltung |
| Herr | Lothar Holler         | Szenenbildner                                              | Szenenbild / Kostümbild / Maske |
| Frau | Christiane Hörbiger   | Schauspielerin                                             | Schauspiel                      |
| Herr | Jürgen Jürges         | Kameramann                                                 | Kamera/Bildgestaltung           |
| Herr | Thomas Kretschmann    | Schauspieler                                               | Schauspiel                      |
| Herr | Joachim Król          | Schauspieler                                               | Schauspiel                      |
| Herr | Heiner Lauterbach     | Schauspieler                                               | Schauspiel                      |
| Herr | Dani Levy             | Filmregisseur, Drehbuchautor, Schauspieler                 | Regie                           |
| Frau | Caroline Link         | Filmregisseurin, Drehbuchautorin                           | Regie                           |
| Herr | Toni Lüdi             | Szenenbildner                                              | Szenenbild / Kostümbild / Maske |
| Herr | Thomas Mauch          | Kameramann, Filmproduzent, Filmregisseur                   | Kamera/Bildgestaltung           |
| Herr | Robby Müller          | Kameramann                                                 | Kamera/Bildgestaltung           |
| Herr | Uwe Ochsenknecht      | Schauspieler                                               | Schauspiel                      |
| Frau | Maggie Peren          | Drehbuchautorin, Schauspielerin                            | Drehbuch                        |
| Herr | Wolfgang Petersen     | Filmregisseur, Filmproduzent, Drehbuchautor                | Regie                           |
| Herr | Norbert Preuss        | Filmproduzent                                              | Produktion                      |
| Herr | Peter Przygodda       | Filmeditor                                                 | Musik / Schnitt / Tongestaltung |
| Herr | Niki Reiser           | Filmkomponist                                              | Musik / Schnitt / Tongestaltung |
| Herr | Josef Rödl            | Filmregisseur, Drehbuchautor                               | Regie                           |
| Herr | Oskar Roehler         | Filmregisseur, Drehbuchautor                               | Regie                           |
| Herr | Günter Rohrbach       | Filmproduzent                                              | Produktion                      |
| Herr | Gernot Roll           | Kameramann, Filmregisseur                                  | Kamera/Bildgestaltung           |
| Herr | Peter Rommel          | Filmproduzent                                              | Produktion                      |
| Herr | Ottokar Runze         | Filmregisseur, Filmproduzent, Drehbuchautor                | Regie                           |
| Frau | Helma Sanders-Brahms  | Filmregisseurin, Drehbuchautorin, Filmproduzentin          | Regie                           |
| Herr | Peter Schamoni        | Filmregisseur, Filmproduzent, Drehbuchautor                | Regie                           |
| Herr | Volker Schlöndorff    | Filmregisseur, Drehbuchautor, Filmproduzent                | Regie                           |
| Herr | Hans-Christian Schmid | Filmregisseur, Drehbuchautor, Filmproduzent                | Regie                           |
| Herr | Enjott Schneider      | Filmkomponist                                              | Musik / Schnitt / Tongestaltung |
| Herr | Til Schweiger         | Schauspieler, Filmproduzent, Filmregisseur, Drehbuchautor  | Schauspiel                      |
| Frau | Hanna Schygulla       | Schauspielerin                                             | Schauspiel                      |
| Herr | Peter Sehr            | Filmregisseur, Drehbuchautor                               | Regie                           |
| Herr | Franz Seitz           | Filmproduzent, Drehbuchautor, Filmregisseur                | Produktion                      |
| Herr | Patrick Süskind       | Drehbuchautor, Schriftsteller                              | Drehbuch                        |
| Frau | Katharina Thalbach    | Schauspielerin                                             | Schauspiel                      |
| Frau | Ruth Toma             | Drehbuchautorin                                            | Drehbuch                        |
| Herr | Wolfgang Treu         | Kameramann                                                 | Kamera/Bildgestaltung           |
| Herr | Tom Tykwer            | Filmregisseur, Drehbuchautor, Filmproduzent, Filmkomponist | Regie                           |
| Herr | Jost Vacano           | Kameramann                                                 | Kamera/Bildgestaltung           |
| Frau | Dana Vávrová          | Schauspielerin, Filmregisseurin                            | Schauspiel                      |
| Herr | Michael Verhoeven     | Filmregisseur, Drehbuchautor, Filmproduzent, Schauspieler  | Regie                           |
| Herr | Joseph Vilsmaier      | Filmregisseur, Kameramann, Filmproduzent                   | Regie                           |
| Herr | Jürgen Vogel          | Schauspieler, Filmproduzent                                | Schauspiel                      |
| Frau | Maria Theresia Wagner | Filmregisseurin                                            | Regie                           |
| Herr | Wim Wenders           | Filmregisseur, Drehbuchautor, Filmproduzent                | Regie                           |
| Herr | Fritz Wepper          | Schauspieler                                               | Schauspiel                      |
| Herr | Tomy Wigand           | Filmregisseur, Filmeditor                                  | Regie                           |
| Herr | Adolf Winkelmann      | Filmregisseur, Filmproduzent, Drehbuchautor                | Regie                           |
| Herr | Thomas Wöbke          | Filmproduzent                                              | Produktion                      |
| Herr | Sönke Wortmann        | Filmregisseur, Filmproduzent, Drehbuchautor                | Produktion                      |
| Herr | Rolf Zehetbauer       | Szenenbildner                                              | Szenenbild / Kostümbild / Maske |
| Frau | Catharina Zwerenz     | Drehbuchautorin                                            | Drehbuch                        |